# L-Innu Malti
L-Innu Malti je nacionalna himna republike Malte.
Stihove je napisao malteški pjesnik Dun Karm Psaila, a glazbu je skladao Robert Sammut, zamislivši je kao školsku himnu u obliku molitve. Himna je prvi put izvedena 3. veljače 1923., a malteškom himnom je proglašena 1945. godine.

## Stihovi
```
   Lil din l-art ħelwa, l-Omm li tatna isimha,
   Ħares, Mulej, kif dejjem Int ħarist:
   Ftakar li lilha bl-oħla dawl libbist.
```

```
   Agħti, kbir Alla, id-dehen lil min jaħkimha,
   Rodd il-ħniena lis-sid, saħħa 'l-ħaddiem:
   Seddaq il-għaqda fil-Maltin u s-sliem.
```

## Prijevod naengleski
```
   Guard her, O Lord, as ever Thou hast guarded!
   This Motherland so dear whose name we bear!
   Keep her in mind, whom Thou hast made so fair!
```

```
   May he who rules, for wisdom be regarded!
   In master mercy, strength in man increase!
   Confirm us all, in unity and peace!
```

## Prijevod nafrancuski
```
   A cette douce terre, la mère qui nous a donné son nom,
   Protège la, seigneur, comme tu as toujours fait;
   Rappelle toi que tu l'a embellie avec la plus haute grâce.
```

```
   Accordez mon Dieu, de la sagesse à ceux qui la gouvernent;
   Rendez l'indulgence aux maîtres, et la force aux travailleurs;
   Assurez l'unité entre les Maltais et la paix.
```

## Vanjske poveznice
- The Maltese National Anthem  Arhivirana inačica izvorne stranice od 7. srpnja 2012. (Wayback Machine) – Department of Information, Malta